# Anthidiellum cyreniacum
Anthidiellum cyreniacum là một loài Hymenoptera trong họ Megachilidae. Loài này được Gribodo mô tả khoa học năm 1925.